# Frédérique Marion
Frédérique Marion est une physicienne française spécialiste des ondes gravitationnelles,,,. Elle est directrice de recherches au laboratoire d'Annecy-le-Vieux de physique des particules, où elle dirige l'équipe Virgo. En 2017, elle remporte la médaille d'argent du CNRS,.